# 知更鸟蛋蓝
知更鸟蛋蓝（英語：Robin egg blue），也叫蛋壳蓝（英語：eggshell blue），是青色（或蓝绿色）的一种，大约是美洲知更鸟所下的蛋的颜色。英语中，将“知更鸟蛋蓝”作为颜色名使用的最早记录在1873年。在美国尤其是美国南部，知更鸟蛋蓝常用于粉刷室外门廊的天花板。在欧美文化中，知更鸟蛋蓝是幸福的象征，蒂芬妮藍便来源于这种颜色。

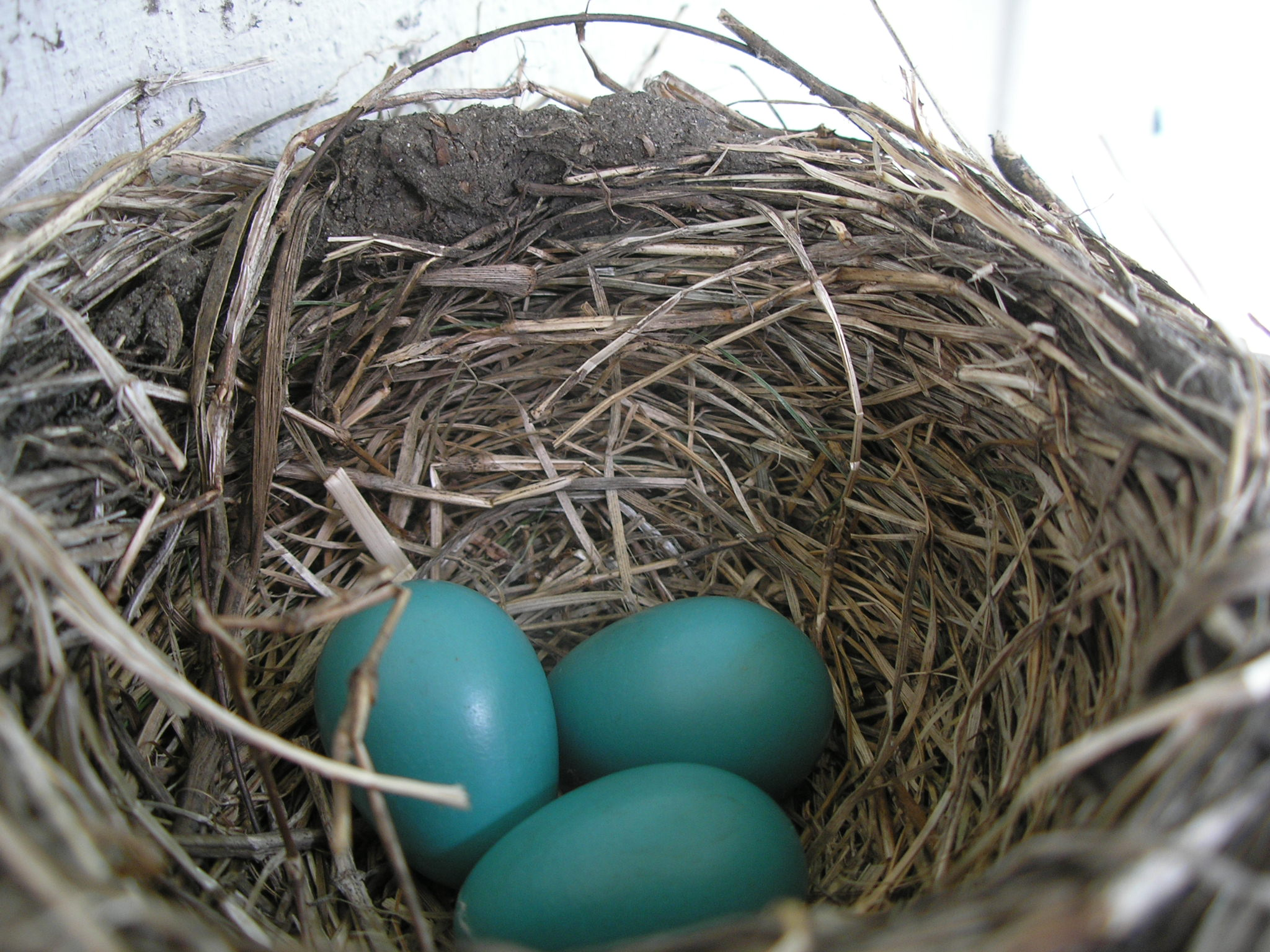
知更鸟蛋